# Estadi de la Copa del Món de Jeonju
L'Estadi de la Copa del Món de Jeonju, també conegut com a Jeonju Castle és un estadi de fútbol ubicat en la ciutat de Jeonju, a Corea del Sud.
És un dels estadis on es va disputar la Copa del Món de futbol 2002, jugant-se tres partits, dos de la primera fase i un de vuitens de final.